# Marcelle Vérité
Pour les articles homonymes, voir Vérité (homonymie).
Marcelle Vérité (épouse Gerschel, née le 10 août 1904 à Pau et morte le 8 août 1994 à Boulogne-Billancourt, est une auteure française pour la jeunesse.

## Biographie
Issue d'une famille d'universitaires, Marcelle Vérité a étudié à la Sorbonne et en Angleterre avant de devenir directrice de la collection « Plaisir des Contes » chez Casterman, poste qu'elle occupera pendant 20 ans. Elle écrit de nombreux ouvrages (près de 200 titres) pour les enfants : Alphabet pour les tout petits, Contes du Soleil, Coquelinette, La Rue de la Pie qui chante, La Vallée aux Loups, Le Faucon rouge, Le Secret de la Colombe-aux-Belles, Petits Contes de chez nous, Le Voyage des éléphants, Le Jardin enchanté (traduit d'après Robert Louis Stevenson), Les Contes de l'étang, Saladelle, Les Aventures de Nounouf Pacha, Alerte aux Cimes, Ratapla Renard de Camargue, etc.
Elle est publiée essentiellement chez Casterman, Desclée de Brouwer, Gautier-Languereau, Hachette.
Elle collabore longtemps avec l'illustratrice Élisabeth Ivanovsky, également avec Romain Simon.
Beaucoup de ses livres ont connu un grand succès et ont été réédités à de multiples reprises, ainsi que traduits dans divers pays. Elle se dit inspirée par l'observation de la nature, des enfants, des animaux, ainsi que par les œuvres de Selma Lagerlöf et de Rudyard Kipling.
Marcelle Vérité est lauréate du prix Sobrier-Arnould de l'Académie française, et reçoit en 1937 le prix du Ministère de l'Éducation nationale.

## Sources
- Nic Diament, Dictionnaire des écrivains français pour la jeunesse : 1914-1991, Paris, L'École des loisirs, 1993, 783 p. (ISBN 2-211-07125-2 et 978-2-211-07125-3)
- Hélène Laville, Bertrand Gerschel, enfants de Marcelle Vérité